# 1000 dollari per un Winchester
1000 dollari per un Winchester (Blood on the Arrow) è un film del 1964 diretto da Sidney Salkow.
È un film western statunitense con Dale Robertson, Martha Hyer e Wendell Corey.

## Trama
Una pattuglia della Cavalleria degli Stati Uniti, che trasporta il prigioniero Wade Cooper, subisce un'imboscata mentre attraversa il territorio dell'Arizona da parte dei Coyotero, una tribù indiana della nazione Apache. Tutti vengono uccisi ad eccezione di Cooper che, ferito, viene creduto morto. Egli vaga poi attraverso il deserto e viene trovato, quasi senza sensi, da Nancy Mailer che lo porta al trading post gestito dal marito, Clint Mailer. Mailer capisce che Cooper è un fuggitivo con una taglia sulla sua testa e si rifiuta di assisterlo ma la moglie lo convince. Mailer ha scoperto da poco un ricco giacimento d'oro ed è deciso a tutto pur di proteggere la sua scoperta.
Mentre la tensione tra i tre sale, alcuni Coyotero fanno un agguato e rapiscono il figlio dei Mailer, Tim, tenendolo in ostaggio con la speranza che Mailer ceda e consegni loro decine di Winchester entro sette giorni affinché possano continuare la loro guerra contro i bianchi.

## Produzione
Il film, diretto da Sidney Salkow su una sceneggiatura di Robert E. Kent con il soggetto di Mark Hanna e dello stesso Kent, fu prodotto da Sam Firks e Leon Fromkess per la Leon Fromkess-Sam Firks Productions e girato a Superior (Arizona).

## Distribuzione
Il film fu distribuito con il titolo Blood on the Arrow negli Stati Uniti dall'11 ottobre 1964.
Altre distribuzioni:
- in Svezia il 25 ottobre 1965Den blodiga pilen
- in Germania Ovest il 14 gennaio 1966 (Goldfieber)
- in Francia (1.000 Dollars pour une Winchester)
- in Italia (1000 dollari per un Winchester)
- in Grecia (Coyoteros)
- in Norvegia (Den blodige pil)
- in Spagna (Flechas sangrientas)
- in Francia (La flèche sanglante)
- in Grecia (Matomena veli)
- in Brasile (Sangue nas Flechas)

## Critica
Secondo il Morandini il film è mediocre. Secondo Leonard Maltin il film è "un western piuttosto monotono".

## Promozione
La tagline è: "Their Justice Was The Arrow! ".